# جوزيه ليبرال دي كاسترو
جوزيه ليبرال دي كاسترو (21 مايو 1926 - 9 سبتمبر 2022) مهندس معماري برازيلي، فائز بكأس سيريا دي أورو وعضوًا في معهد دو سيارا. مؤسس قسم سيرا بمعهد العمارة البرازيلي، ومؤلف العديد من المشاريع التي كرسه بين أفضل المهنيين من فئته في البرازيل والأعمال والمقالات والدراسات التي توصي به بشدة.
كان جوزيه أحد الأبطال في الكشف عن أسلوب الحداثة الوطنية في سيرا، وكان رائدًا في عملية توثيق العمارة والعمران. كرس المهندس المعماري نفسه لدراسة أصول وتطور مدينة فورتاليزا، ونشر العديد من الأعمال حول هذا الموضوع، والعديد من المقالات في مجلة معهد سيارا بالإضافة إلى كتب مثل عوامل الموقع والتوسع في المدينة من فورتاليزا والعمارة الانتقائية في سيارا.
لعب الأستاذ الفخري في جامعة سيارا الفيدرالية ليبرال دي كاسترو دورًا أساسيًا في التدريب المهني لأجيال من المهندسين المعماريين من سيارا وفي نشر افتراضات العمارة البرازيلية الحديثة.